# 栗又厚
栗又 厚（くりまた あつし、1969年12月22日 - ）は、日本の元子役。

## 来歴
東京都世田谷区出身。劇団いろは入団後、1974年にテレビドラマ『傷だらけの天使』（日本テレビ）でデビュー。
後年は子供のロックバンド「P.T.A.」のドラマーとしても活動していた。
2012年現在は芸能界を引退し、その後はホテルオークラ東京で調理師をしている。

## 出演

### テレビドラマ
- ナショナルゴールデン劇場 七色とんがらし （1976年、NET） - 鮫島竜一 役
- 青春の門 筑豊編 （1976年、TBS） - 伊吹信介 役
- 水戸黄門 第7部 第25話「母恋し、父（ちゃん）悲し -高田-」（1976年、TBS） - 与吉 役
- NHK大河ドラマ
  - 元禄太平記 （1975年、NHK）[1]
  - 黄金の日日 （1978年、NHK） - 少年時代の呂宋助左衛門
- ライオン奥様劇場 母さんの愛が聞こえる[2]（1979年、CX）
- あばれはっちゃくシリーズ（ANB）
  - 俺はあばれはっちゃく （1979年 - 1980年） 第49話「笑えタイヤキ㋪作戦」-大山五郎 役
  - 男!あばれはっちゃく （1980年 - 1982年） - 主演・桜間長太郎 役
  - 俺は男だ！あばれはっちゃく（1982年） - 主演・桜間長太郎 役
  - 男三人！あばれはっちゃく（1982年） - 主演・桜間長太郎 役
  - 熱血あばれはっちゃく（1982年 - 1983年） - 滝竜次 役
    - 第33話「さぼるぞ！特訓㋪作戦」
    - 第42話「雪山バンザイ㋪作戦」
    - 第43話「すべるな！スキー㋪作戦」

  - 痛快あばれはっちゃく（1983年 - 1985年） - 滝竜二 役
    - 第20話「笑え！オリーブの島㋪作戦」
    - 第21話「独占！海の宝物㋪作戦」

  - 逆転あばれはっちゃく（1985年）
    - 第12話「クシャミ拳 はっちゃく勢揃い」- 大矢二郎 役
    - 第13話「珍登場 はっちゃく兄貴」- 木戸洋一 役

## ディスコグラフィー

### シングル
「P.T.A.」ドラムス
| A面                    | B面                          | 発売年 | レーベル     | 規格品番 |
| ---------------------- | ---------------------------- | ------ | ------------ | -------- |
| 塾じゅくロックンロール | 哀しきグラデュエイション     | 1982年 | フィリップス | 7PL-71   |
| あの娘にDON!DON!       | 1,000,000 倍アイ・ラブ・ユー | 1982年 | フィリップス | 7PL-87   |